# Ktiška
Ktiška je zaniklá ves na území obce Ktiš v okrese Prachatice. Ktiška ležela  cca 1,5 km severozápadně od Ktiše a 9 km severozápadně od Chvalšin.

## Alternativní názvy
- Ktyska (1387)[1]
- Dorf Lichtenecke (1411)[1]
- Ktiss Maior (1483)[1]
- Malá Vitiš  (1869)[2]
- Malá Ktiš (1880-1910)[2]
- Lichteneck[1][3]

## Historie
První písemná zmínka o Ktišce pochází z roku 1387. Od zavedení obecního zřízení v polovině 19. století byla Ktiška osadou obce Křížovice. V roce 1921 ve Ktišce stálo 8 domů a žilo zde 54 obyvatel německé národnosti. V letech 1938 až 1945 bylo celé území tehdejší obce Křížovice, včetně Ktišky, v důsledku uzavření Mnichovské dohody přičleněno k nacistickému Německu. V roce 1950 byla Ktiška osadou obce Ktiš, v dalších letech pak zanikla.